# Rijswijkse Bos
Het Rijswijkse Bos is een bos in Rijswijk in de Nederlandse provincie Zuid-Holland. Het Rijswijkse Bos ligt juist ten westen van de oude dorpskern van Rijswijk. Het Rijswijkse Bos wordt begrensd door de Van Vredenburchweg, Burgemeester Elsenlaan, Huys Ter Nieuburchlaan, Huys de Wervelaan en Park de Wervelaan.

## Geschiedenis

### Ontstaan
Het Rijswijkse Bos ligt op een strandwal die rond 3800 voor Christus is ontstaan. Op de zijkanten en de lagere delen van de strandwal groeide een veenlaag, waarop later een kleilaag werd afgezet.
Uit verkavelingsgreppels die hier gevonden zijn blijkt dat de strandwal in de Romeinse tijd al bewoond was. Vanaf de late middeleeuwen werden de natte gedeelten van de strandwal met behulp van sloten en afwateringskanalen door boeren ontgonnen.
Later ontstond een kleine dorpsgemeenschap. Edelen en vermogende heren lieten kastelen en later buitenplaatsen bouwen. In 1602 is voor het eerst melding van Het Huys ter Nieuburch. Deze hofstede werd door baljuw Jacob de Witte verkocht aan de Rotterdamse burgemeester Barthoudt van Vlooswijck. Het gebouw wisselt nog een aantal malen van eigenaar en komt uiteindelijk in 1630 in het bezit prins Frederik Hendrik.
Frederik Hendrik liet de hofstede afbreken, kocht er nog eens circa 19 hectare land bij en liet daar het paleis Huys ter Nieuburch op bouwen. De tuin werd uitgebreid tot ongeveer waar nu de Idenburglaan ligt. De centrale as door de tuin liep vanaf de tegenwoordige ingang bij de Van Vredenburchweg tot het einde van de tuin en was gericht op de Nieuwe Kerk in Delft waar Willem van Oranje, Frederik Hendriks vader, begraven ligt. Het huis zelf was een Hollands classicistisch gebouw met een imposante voorgevel.
Frederik Hendrik liet het paleis na aan zijn echtgenote Amalia van Solms. Na haar dood in 1675 werd het gebouw weinig gebruikt.
In 1697 werd in het paleis de Vrede van Rijswijk getekend, die een einde maakte aan de Negenjarige oorlog.
In 1791 liet stadhouder Willem V het vervallen hoofdgebouw slopen; de zijpaviljoens waren enkele jaren eerder al afgebroken. Op de plaats van het paleis en de tuin liet hij een bos planten en een gedenknaald oprichten ter herinnering aan de Vrede van Rijswijk.

### Tweede Wereldoorlog
Het Rijswijkse Bos werd aan het eind van de Tweede Wereldoorlog door de Duitsers korte tijd gebruikt als lanceerplaats voor V2-raketten.  Op maandag 23 oktober 1944 gingen de eerste V2’s de lucht in. Op vrijdag 27 oktober mislukte in de middag een lancering: de V2 kwam terecht in een weiland naast de gebouwen van het internaat van de Kruisvaarders van Sint Jan, waarbij dertien slachtoffers vielen. Het hoofdgebouw van het internaat werd volledig verwoest. Een dag na het ongeluk stopten de Duitsers met het afvuren van V2’s op deze plek.

### Na de Tweede Wereldoorlog
Na de Tweede Wereldoorlog was het bos vrijwel geheel verdwenen, doodat inwoners van Rijswijk en Den Haag de bomen gekapt hadden om als brandstof te dienen. Staatsbosbeheer begon zo snel mogelijk nieuwe bomen te planten; voornamelijk beuken, essen en eiken. Het bos werd voor het grootste deel ingericht als een productiebos en niet als een park waardoor het meer zou hebben aangesloten op andere landgoederen in de omgeving.

## Huidige situatie
Uit een flora- en faunaonderzoek in het bos bleek dat er geen bijzondere of bedreigde dieren en planten in het bos voorkomen. Waargenomen vogels zijn onder meer vinken, kraaien, gaaien, mezen, tjiftjaffen, merels, zanglijsters, roodborstjes, heggenmussen, winterkoninkjes, spechten, duiven, reigers, eenden en halsbandparkieten. Ook wonen er dwergvleermuizen en diverse soorten amfibieën, insecten, libellen en dagvlinders.
Stenen banden geven de exacte locatie aan van het vroegere Het Huys ter Nieuburch. Zes gedenkplaten aan weerszijden van het veld vertellen over de geschiedenis van het Huys ter Nieuburch.